# Suryapet
Suryapet, en hindi : सूर्यापेट, est une ville du district du même nom (en), dans l'État du Telangana, en Inde. Selon le recensement de l'Inde de 2011, elle compte une population de 106 805 habitants.